# Basler Kommentar
Als Basler Kommentare werden Gesetzeskommentare des Helbing Lichtenhahn Verlags zu den wichtigsten Schweizer Bundesgesetzen bezeichnet.

## Erscheinungsweise
Die Basler Kommentare werden vom Helbing Lichtenhahn Verlag in Basel vertrieben. Als Herausgeber zeichnen Professoren an Schweizerischen Universitäten sowie Schweizer Advokaten.
Die Kommentare sollen einen «kompetent, kompakt und komplett» Überblick über Lehre und Rechtsprechung zu den wichtigsten Schweizer Bundesgesetzen bieten. Jeder Band umfasst ca. 2000 Seiten, wobei die Ausgaben zum Zivilgesetzbuch, zum Obligationenrecht, zum Strafgesetzbuch und zum Bundesgesetz über Schuldbetreibung und Konkurs je in zwei Bänden erscheinen. Die Bände werden regelmässig aktualisiert und erscheinen im Abstand von einigen Jahren neu.

## Bände (Auswahl)
- Corinne Widmer Lüchinger, David Oser (Hrsg.): Obligationenrecht I. 7. Auflage. Helbing Lichtenhahn Verlag, Basel 2019, ISBN 978-3-7190-3907-3.
- Rolf Watter, Hans-Ueli Vogt (Hrsg.): Obligationenrecht II. 6. Auflage. Helbing Lichtenhahn Verlag, Basel 2023, ISBN 978-3-7190-3908-0.
- Thomas Geiser, Christiana Fountoulakis (Hrsg.): Zivilgesetzbuch I. 7. Auflage. Helbing Lichtenhahn Verlag, Basel 2022, ISBN 978-3-7190-4510-4.
- Thomas Geiser, Stephan Wolf (Hrsg.): Zivilgesetzbuch II. 6. Auflage. Helbing Lichtenhahn Verlag, Basel 2019, ISBN 978-3-7190-3906-6.
- Daniel Staehelin, Thomas Bauer, Franco Lorandi (Hrsg.): Bundesgesetz über Schuldbetreibung und Konkurs. 3. Auflage. Helbing Lichtenhahn Verlag, Basel 2021, ISBN 978-3-7190-3165-7.
- Marcel Niggli, Hans Wiprächtiger (Hrsg.): Strafrecht I + II. 4. Auflage. Helbing Lichtenhahn Verlag, Basel 2019, ISBN 978-3-7190-3737-6.[1]

## Fussnoten
1. ↑  Alle lieferbaren Bände des Basler Kommentars im Überblick (Stand: Februar 2020). Abgerufen am 13. April 2020.